# Tom Rand
Tom Rand (geb. vor 1975) ist ein britischer Kostümbildner.

## Leben
Rand arbeitete zunächst an regionalen Ensemble-Theatern, dann war er in London am Royal Court Theatre, an Theatern des West End und am von Laurence Olivier geleiteten Old Vic als Assistent des Kostümbildners tätig. Während dieser Zeit arbeitete er an Produktionen von Noël Coward und John Gielgud.
Mitte der 1970er Jahre wechselte er ins Filmgeschäft. Gleich für seine erste Spielfilmarbeit für Ridley Scotts Debütfilm Die Duellisten wurde er für den British Academy Film Award nominiert. 1982 erhielt er eine Oscar-Nominierung in der Kategorie Bestes Kostümdesign für Karel Reisz’ Die Geliebte des französischen Leutnants.
1987 kehrte er ans Theater zurück und arbeitete erneut am Old Vic, dem Victoria Palace, sowie dem Royal Exchange Theatre in Manchester. Er arbeitete häufig mit Harold Pinter, unter anderem an Produktionen von Twelve Angry Men, Taking Sides und Ashes to Ashes. Von Anfang der 1990er Jahre bis 2002 arbeitete er an weiteren Spielfilmen wie Prinzessin Caraboo, Unschuldige Lügen und Die Brücke von Ambreville.

## Filmografie (Auswahl)
- 1977: Die Duellisten (The Duellists)
- 1981: Die Geliebte des französischen Leutnants (The French Lieutenant's Woman)
- 1983: Die Piraten von Penzance (The Pirates of Penzance)
- 1985: Die letzte Jagd (The Shooting Party)
- 1985: Eleni
- 1988: Il giovane Toscanini
- 1992: Im Glanz der Sonne (The Power of One)
- 1993: Die Aushilfe (The Temp)
- 1994: Liebe und andere Geschäfte (A Business Affair)
- 1994: Prinzessin Caraboo (Princess Caraboo)
- 1995: Unschuldige Lügen (Innocent Lies)
- 1999: Die Brücke von Ambreville (Un pont entre deux rives)
- 2002: Monte Cristo (The Count of Monte Cristo)

## Auszeichnungen
- 1979: BAFTA-Film-Award-Nominierung in der Kategorie Beste Kostüme für Die Duellisten
- 1982: Oscar-Nominierung in der Kategorie Bestes Kostümdesign für Die Geliebte des französischen Leutnants